# ليسار
ليسار (بالفارسية: لیسار) هي مدينة تقع في إيران في غيلان. يقدر عدد سكانها بـ 2,599 نسمة .